# Maurice Souriau
Maurice Souriau, född 1856 i Châteauroux död 1943, var en fransk litteraturhistoriker.
Souriau blev filosofie doktor 1885, titulärprofessor 1895 i normandisk litteratur i Caen och sedermera ordinarie professor i fransk litteratur där. Han författade ett stort antal vetenskapliga arbeten, bland vilka kan nämnas De la convention dans la tragédie classique et dans le drame romantique (1886), Victor Hugo, rédacteur du Conservateur littéraire (1887), La versification de Molière (1888), L'évolution du vers français au dix-septième siècle (1893); Pascal (1897), Bernardin de Saint-Pierre d'apres ses manuscrits (1904), Moralistes et poètes (1907) och Deux mystiques normands au XVII:e siècle (1913), samt utgav Victor Hugos företal till Cromwell (1897) (Oliver Cromwell) och arbeten av Bernardin de Saint-Pierre med mera.